# Stefan Liszko

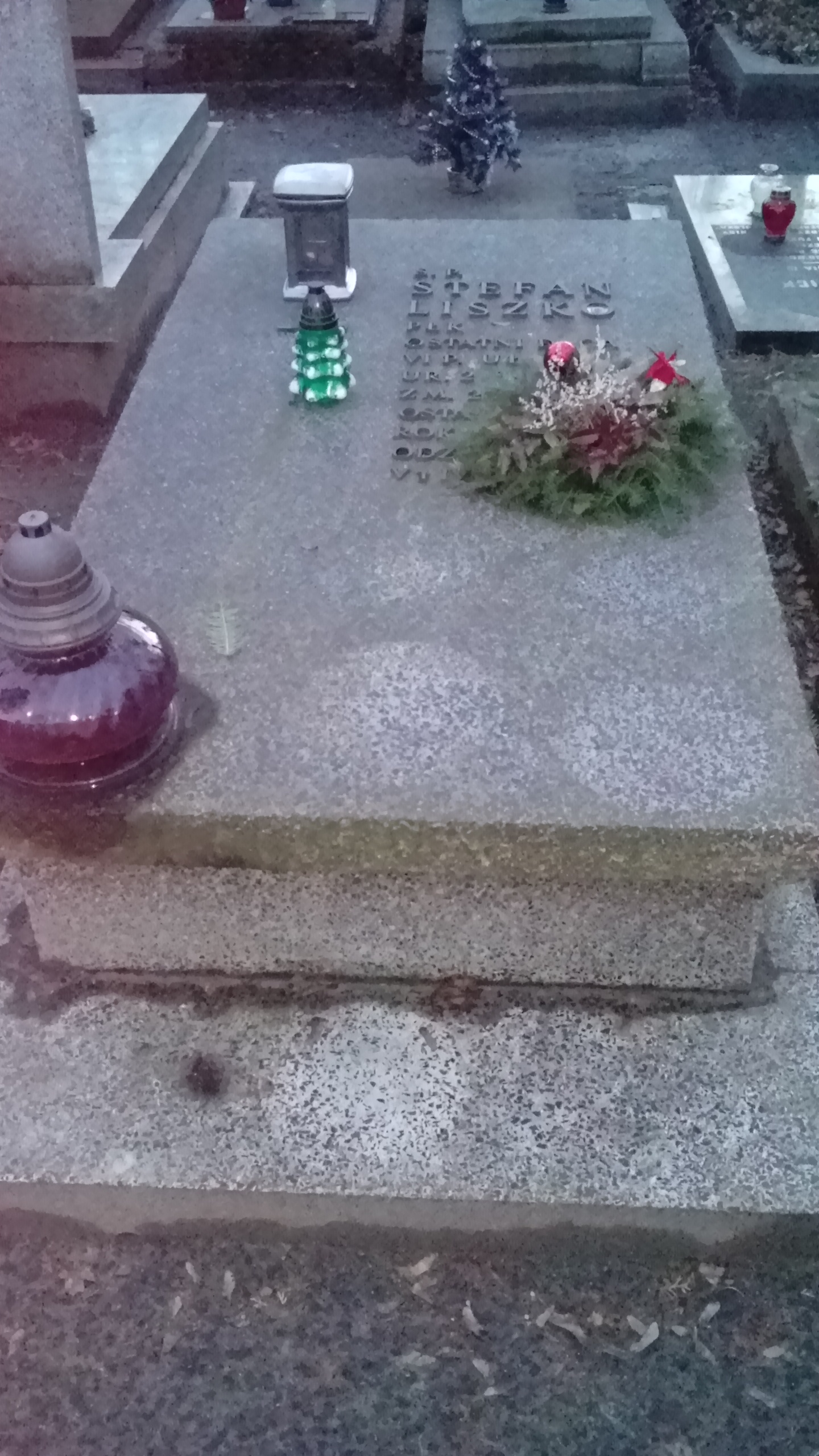
Grób płk. Stefana Liszko

Stefan Juliusz Marian Liszko (ur. 27 sierpnia 1892 w Szlasach, zm. 24 stycznia 1991 w Warszawie) – pułkownik kawalerii Wojska Polskiego, działacz niepodległościowy, kawaler Orderu Virtuti Militari.

## Życiorys
Urodził się 27 sierpnia 1892 we wsi Szlasy, w ówczesnym powiecie makowskim guberni łomżyńskiej, w rodzinie Juliusza i Wandy z Uszyńskich. Ukończył sześć klas gimnazjum i dwa lata szkoły agronomicznej. W 1911 wyjechał do Królestwa Galicji i Lodomerii, a następnie do Nowego Jorku, gdzie poza pracą zarobkową zajmował się organizacją drużyn bojowych „Sokoła”. Działał również w Polskich Drużynach Strzeleckich i Polskiej Partii Socjalistycznej.
Od 10 sierpnia 1914 służył w Legionach Polskich, jako żołnierz 2 szwadronu kawalerii, a później 2 pułku ułanów. Uczestniczył w stopniu kaprala 13 czerwca 1915 w słynnej szarży pod Rokitną, za którą został później odznaczony Orderem Virtuti Militari. 6 kwietnia 1917 został wymieniony jako wachmistrz 2 pułku ułanów, uprawniony do noszenia Krzyża Wojskowego Karola. W tym samym roku został przeniesiony do szwadronu karabinów maszynowych. Internowany po kryzysie przysięgowym w Dufalva i Synowódzku. W sierpniu 1918 został zwolniony z obozu jako obywatel Królestwa Polskiego. 
Od listopada 1918 w szeregach odrodzonego Wojska Polskiego. Służył w oddziale konnym żandarmerii w Warszawie, który w listopadzie 1919 został włączony do 3 pułku strzelców konnych jako 2. szwadron I dywizjonu. Wziął udział w wojnie z bolszewikami. 27 sierpnia 1920 został zatwierdzony z dniem 1 kwietnia 1920 w stopniu rotmistrza, w kawalerii. 6 października tego roku oddział, w którym pełnił służbę został przemianowany na 5 pułk strzelców konnych.
Po zakończeniu działań wojennych pozostał w wojsku jako oficer zawodowy i kontynuował służbę w 5 pułku strzelców konnych w Tarnowie. 3 maja 1922 został zweryfikowany w stopniu rotmistrza ze starszeństwem od 1 czerwca 1919 i 114. lokatą w korpusie oficerów jazdy (od 1924 – kawalerii). 12 kwietnia 1927 prezydent RP nadał mu stopień majora z dniem 1 stycznia 1927 i 9. lokatą w korpusie oficerów kawalerii. W czerwcu tego roku został przeniesiony z 5 psk do 26 pułku ułanów w Baranowiczach na stanowisko dowódcy szwadronu zapasowego. W kwietniu 1928 został przesunięty na stanowisko kwatermistrza. W sierpniu 1929 został przeniesiony do 6 pułku ułanów na stanowisko zastępcy dowódcy pułku. 24 grudnia 1929 awansował na podpułkownika ze starszeństwem z dniem 1 stycznia 1930 i 16. lokatą w korpusie oficerów kawalerii. 28 stycznia 1931 został wyznaczony na stanowisko dowódcy 6 pułku ułanów. Na pułkownika został awansowany ze starszeństwem z dniem 19 marca 1937 i 5. lokatą w korpusie oficerów kawalerii.
W czasie kampanii wrześniowej 1939 dowodził pułkiem aż do kapitulacji Warszawy. Następnie trafił do niewoli niemieckiej i został osadzony w Oflagu VIIA Murnau. W 1947 wrócił do Polski. Pozostawał nadal w służbie czynnej bez przydziału. Zmarł 24 stycznia 1991 w Warszawie. Został pochowany w kwaterze legionowej Cmentarza Wojskowego na Powązkach (kwatera A5, rząd 5, miejsce 9).
Był rozwiedziony, miał dwie córki: Lidię (ur. 20 lutego 1923) i Jadwigę (ur. 20 stycznia 1925).

## Ordery i odznaczenia
- Krzyż Złoty Orderu Wojskowego Virtuti Militari[2]
- Krzyż Srebrny Orderu Wojskowego Virtuti Militari nr 5462 – 17 maja 1922[28][1][29]
- Krzyż Niepodległości – 6 czerwca 1931 „za pracę w dziele odzyskania niepodległości”[30][31][32][33]
- Krzyż Kawalerski Orderu Odrodzenia Polski – 11 listopada 1935 „za zasługi w służbie wojskowej”[34][35]
- Krzyż Walecznych trzykrotnie „za czyny męstwa i odwagi wykazane w bojach toczonych w latach 1918–1921”[36][37][2]
- Krzyż Walecznych dwukrotnie „za czyny męstwa i odwagi wykazane w wojnie rozpoczętej 1 września 1939 roku”[2]
- Złoty Krzyż Zasługi – 10 listopada 1928 „w uznaniu zasług położonych na polu pracy w poszczególnych działach wojskowości”[38][39]
- Medal Pamiątkowy za Wojnę 1918–1921[36]
- Medal Dziesięciolecia Odzyskanej Niepodległości[36]
- Brązowy Medal Waleczności – 21 czerwca 1915 przez komendanta c. k. 11 Korpusu FML Ignacego von Korda za szarżę pod Rokitną[40]